# Rwanda na Letnich Igrzyskach Paraolimpijskich 2008
Rwandę na Letnich Igrzyskach Paraolimpijskich w Pekinie reprezentował 1 zawodnik - Jean de Dieu Nkundabera, który przed czterema laty w Atenach zdobył brązowy medal. Tym razem nie zdobył krążka.

## Kadra

### Lekkoatletyka
- Jean de Dieu Nkundabera

800 m na wózkach (T46) - 5. miejsce w eliminacjach (2:02,12)